# 王汝芳
王汝芳（1970年3月—），男，汉族，江西永修人，中华人民共和国政治人物。现任九三学社中央常委、九三学社中央研究室主任。第十四届全国政协委员。